# Sanjuansaurus
Sanjuansaurus ("Ödla från San Juan") är ett släkte av köttätande dinosaurier påträffade i Sydamerika. Den levde under Triasperioden, och har beräknats vara 231.4 milj. år gammal, vilket gör den till en av de äldsta dinosaurierna man känner till. Sanjuansaurus var nära besläktad med den samtida Herrerasaurus, som även har hittats i samma avlagringar. 

## Beskrivning

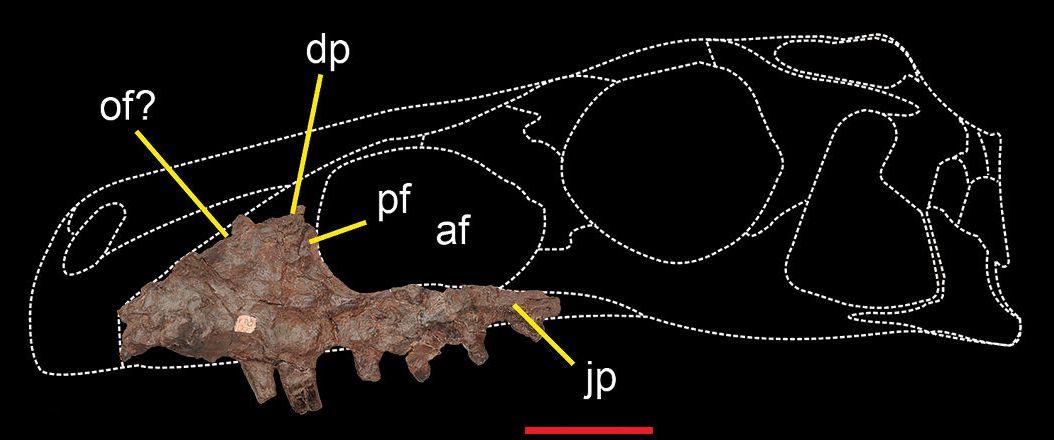
Överkäke och rekonstruerad skalle hos Sanjuansaurus.

Storleken hos Sanjuansaurus är jämförbar med den hos en medelstor Herrerasaurus. Dess lårben var 395 millimeter långt och skenbenet 260 millimeter. Sanjuansaurus är på många sätt lik Herrerasaurus och likheter kan ses i dess skalle, halskotor, höftkotor, höftben och skulderblad. Likheter kan även ses med Staurikosaurus i höftbenen och skulderbladet. Till skillnad från andra herrerasaurider pekar blygdbenet framåt.